# جاست دانس
جاست دانس (بالإنجليزية: Just Dance)‏ ، هي سلسلة ألعاب فيديو التي أنتجها مجموعات من فروع شركة يوبي سوفت حول العالم، وهي من نوع الإيقاع والرقص، صدرت في السوق منذ عام 2009م، حيث تتنوع الأغاني الغربية مع إلزام اللاعب بقيامه بضغطة زر من يد التحكم أو لوحة التحكم أو العصا الإلكترونية.